# Margaret Whiting
Margaret Eleanor Whiting (Detroit, 22 luglio 1924 – Englewood, 10 gennaio 2011) è stata una cantante statunitense.

## Biografia
Nata a Detroit, si è trasferita con la famiglia a Los Angeles da piccola. Suo padre Richard A. Whiting è stato un compositore e cantautore, autore di classici come Ain't We Got Fun? e On the Good Ship Lollipop. Sua sorella Barbara Whiting Smith è stata un'attrice.
Nel 1942, grazie alla conoscenza con Johnny Mercer, ha firmato un contratto con la Capitol Records.
Ha collaborato negli anni quaranta con Freddie Slack, Billy Butterfield, Paul Weston, Jimmy Wakely, Bob Hope e altri artisti. Alcuni suoi famosi brani degli anni quaranta sono Guilty, Oh, But I Do, You Do e It Might as Well Be Spring. Un altro suo brano molto conosciuto è una versione di Slippin' Around registrata con Jimmy Wakely.
Nel 1948 il singolo A Tree in the Meadow raggiunge la prima posizione nella Billboard Hot 100 per due settimane.
Nel 1957 è passata alla Dot Records e nel 1960 alla Verve Records. Nel 1966, con la London Records, ha prodotto uno dei suo maggiori successi, ossia The Wheel of Hurt.
Ha preso parte a diverse trasmissioni televisive, su tutte Those Whiting Girls (1955-1957).
Si è sposata quattro volte, l'ultima delle quali (nel 1994) con Jack Wrangler, suscitando molte critiche per la svolta eterosessuale di lui e per la differenza d'età tra i due. Ha lavorato molto anche nel mondo del teatro.
È morta nel 2011 per cause naturali.
È inserita nella Hollywood Walk of Fame, sezione "musica".